# Ludmilla di Boemia (XIII secolo)
Ludmilla di Boemia (1170 circa – Landshut, 4 agosto 1240) è stata una nobile boema.

## Biografia
Figlia del duca Federico di Boemia e di sua moglie, Elisabetta d'Ungheria, sposò nel 1184 il conte Alberto III di Bogen, al quale diede tre figli, nessuno dei quali però perpetuò la dinastia dei Bogen:
- Bertoldo IV († 1218), conte di Bogen, che sposò Cunegonda di Hirschberg
- Adalberto IV († 1242), che sposò Richza di Dillingen
- Diepold († 1219), che intraprese la carriera ecclesiastica e fu prevosto nella Alte Kapelle di Ratisbona

Rimasta vedova di Alberto III nel 1197, nel 1204 Ludmilla sposò il duca di Baviera Ludovico I, un ex nemico del suo primo marito. 
Con questo matrimonio Ludovico si guadagnò l'alleanza del re Ottocaro I di Boemia, della dinastia Přemyslide, che era cugino della moglie, e poté così espandersi nella zona dello Stirn.
Dal secondo marito Ludmilla ebbe un altro figlio, Ottone, futuro duca di Baviera e conte palatino del Reno.
Dopo la morte del secondo marito Ludmilla fondò l'abbazia di Seligenthal, dove visse in seguito e dove fu sepolta.
Nel 2015 il comune di Straubing ha dedicato a Ludmilla una via nel nuovo quartiere ovest della città.

## Ascendenza
|                              |                        |                                   | Genitori                                      |  |  | Nonni |  |  | Bisnonni                    |  |  | Trisnonni                    |  |
|                              |                        |                                   |                                               |  |  |       |  |  | Vladislao I, duca di Boemia |  |  | Vratislao II, duca di Boemia |  |
|                              |                        |                                   |                                               |  |  |       |  |  | Vladislao I, duca di Boemia |  |  | Vratislao II, duca di Boemia |  |
|                              |                        | Świętosława di Polonia            |                                               |  |  |       |  |  | Vladislao I, duca di Boemia |  |  |                              |  |
| Vladislao II, duca di Boemia |                        |                                   |                                               |  |  |       |  |  | Vladislao I, duca di Boemia |  |  |                              |  |
|                              |                        | Richeza di Berg                   | Enrico I, conte di Berg                       |  |  |       |  |  |                             |  |  |                              |  |
|                              |                        | Richeza di Berg                   | Enrico I, conte di Berg                       |  |  |       |  |  |                             |  |  |                              |  |
|                              |                        | Richeza di Berg                   | Adelaide di Vohburg                           |  |  |       |  |  |                             |  |  |                              |  |
| Federico, duca di Boemia     |                        | Richeza di Berg                   |                                               |  |  |       |  |  |                             |  |  |                              |  |
|                              |                        | Leopoldo III, margravio d'Austria | Leopoldo II, margravio d'Austria              |  |  |       |  |  |                             |  |  |                              |  |
|                              |                        | Leopoldo III, margravio d'Austria | Leopoldo II, margravio d'Austria              |  |  |       |  |  |                             |  |  |                              |  |
|                              |                        | Leopoldo III, margravio d'Austria | Ida di Cham                                   |  |  |       |  |  |                             |  |  |                              |  |
| Gertrude d'Austria           |                        | Leopoldo III, margravio d'Austria |                                               |  |  |       |  |  |                             |  |  |                              |  |
|                              |                        | Agnese di Baviera                 | Enrico IV, imperatore del Sacro Romano Impero |  |  |       |  |  |                             |  |  |                              |  |
|                              |                        | Agnese di Baviera                 | Enrico IV, imperatore del Sacro Romano Impero |  |  |       |  |  |                             |  |  |                              |  |
|                              |                        | Agnese di Baviera                 | Berta di Savoia                               |  |  |       |  |  |                             |  |  |                              |  |
| Ludmilla di Boemia           |                        | Agnese di Baviera                 |                                               |  |  |       |  |  |                             |  |  |                              |  |
|                              | Béla II, re d'Ungheria | Álmos d'Ungheria                  |                                               |  |  |       |  |  |                             |  |  |                              |  |
|                              | Béla II, re d'Ungheria | Álmos d'Ungheria                  |                                               |  |  |       |  |  |                             |  |  |                              |  |
|                              | Béla II, re d'Ungheria | Predslava di Kiev                 |                                               |  |  |       |  |  |                             |  |  |                              |  |
| Géza II, re d'Ungheria       | Béla II, re d'Ungheria |                                   |                                               |  |  |       |  |  |                             |  |  |                              |  |
|                              |                        | Elena di Serbia                   | Uroš I, gran principe di Serbia               |  |  |       |  |  |                             |  |  |                              |  |
|                              |                        | Elena di Serbia                   | Uroš I, gran principe di Serbia               |  |  |       |  |  |                             |  |  |                              |  |
|                              |                        | Elena di Serbia                   | Anna Diogene                                  |  |  |       |  |  |                             |  |  |                              |  |
| Elisabetta d'Ungheria        |                        | Elena di Serbia                   |                                               |  |  |       |  |  |                             |  |  |                              |  |
|                              |                        | Mstislav I, gran principe di Kiev | Vladimir II, gran principe di Kiev            |  |  |       |  |  |                             |  |  |                              |  |
|                              |                        | Mstislav I, gran principe di Kiev | Vladimir II, gran principe di Kiev            |  |  |       |  |  |                             |  |  |                              |  |
|                              |                        | Mstislav I, gran principe di Kiev | Gytha del Wessex                              |  |  |       |  |  |                             |  |  |                              |  |
| Eufrosina di Kiev            |                        | Mstislav I, gran principe di Kiev |                                               |  |  |       |  |  |                             |  |  |                              |  |
|                              |                        | Liubava Dmitrievna Zavidič        | Dmitrij Zavidič                               |  |  |       |  |  |                             |  |  |                              |  |
|                              |                        | Liubava Dmitrievna Zavidič        | Dmitrij Zavidič                               |  |  |       |  |  |                             |  |  |                              |  |
|                              |                        | Liubava Dmitrievna Zavidič        | …                                             |  |  |       |  |  |                             |  |  |                              |  |
|                              |                        | Liubava Dmitrievna Zavidič        |                                               |  |  |       |  |  |                             |  |  |                              |  |